# 中国鉄路フフホト局集団有限公司
中国鉄路フフホト局集団有限公司（ちゅうごくてつろフフホトきょくゆうげんコンス）は、中華人民共和国中国国家鉄路集団に属する鉄道運営会社の一つである。旧称はフフホト鉄路局。略称は呼局。
管轄範囲は内モンゴル自治区の中部地区である。（内モンゴル自治区の集寧以東の地区路線は瀋陽鉄路局管轄、興安盟地区の路線はハルビン局管轄、敦煌線のエジン旗支線は蘭州局管轄である。）管区内に135の駅を有する。

## 管轄範囲
幹線
- 京包線：古店駅と孤山駅間のK380+500地点が太原局との境界。
- 包蘭線：落石灘駅と石嘴山駅間K423+000地点が蘭州局との境界。
- 集二線：二連駅からモンゴル国ザミン・ウデ駅間のK335+601地点がモンゴル国との国境。
- 臨哈線
- 集通線：フフホト鉄路局管内での合資鉄道会社の路線であり、内蒙古の集通線も管理している。
- 張集線：与北京局交界
- 包西線：与西安局交界

支線
- 包白線
- 包石線
- 包環線
- 烏吉線
- 海公線
- 郭査線
- 包神線
- 呼準線
- 錫多線：集通線と同じ会社が管理。